# Break Up Song
«Break Up Song» es una canción del grupo británico Little Mix. Se lanzó como el sencillo principal de su sexto álbum de estudio Confetti (2020) a través de RCA UK el 27 de marzo de 2020. Fue coescrita por los miembros del grupo Jade Thirlwall y Leigh-Anne Pinnock junto con Camille Purcell, Frank Nobel y Linus Nordstrom.

## Antecedentes y lanzamiento
El 12 de marzo de 2020, la banda reveló el video musical de la canción «Wasabi», que filmaron en el backstage de LM5 : The Tour, el cual termina con un mensaje que dice «nueva era pendiente», que señala el final de la era de su quinto álbum de estudio LM5 (2018).
El 20 de marzo, a través de sus redes sociales divulgan un vídeo titulado «New Era Pending» (nueva era pendiente), el cual contiene un pequeño fragmento de una canción. Dos semanas antes, comentaron a POPLine que habían casi terminado su sexto álbum de estudio. Tres días después, se anunció el título su fecha oficial de lanzamiento. El 25 de marzo, comparten su tercer fragmento a través de TikTok.

## Composición
Fue coescrita por los miembros del grupo Jade Thirlwall y Leigh-Anne Pinnock junto con Camille Purcell, Frank Nobel y Linus Nordstrom. Jade Thirlwall describió la canción como «una canción de empoderamiento muy agradable para salir y olvidarse de todos los problemas». También la llamó un «himno synth pop de los 80» que aborda el como «superar el final de una relación».

## Promoción
A disposición de los seguidores del grupo se colocó un filtro relacionado con Little Mix en Instagram para promocionar la canción. El 24 de marzo, Jade Thirlwall durante su aparición en Kiss Breakfast interpretó algunos fragmentos de la canción.

## Vídeo musical
Little Mix debía grabar el video musical en Brasil, pero se canceló debido a la pandemia de coronavirus 2019-20. Se esperaba que se produjera una nueva sesión programada en el Reino Unido a mediados de marzo de 2020, pero también se canceló.

## Posicionamiento en listas
| Listas (2020)                          | Mejor posición |
| -------------------------------------- | -------------- |
| Bélgica (Ultratop) Flanders            | 24             |
| Canadá (Hot Digital Song Sales)        | 49             |
| Escocia (Official Charts Company)      | 2              |
| Europa Digital Songs (Billboard)       | 2              |
| Grecia (International Digital Singles) | 81             |
| Irlanda (IRMA)                         | 18             |
| Nueva Zelanda Hot Singles (RMNZ)       | 9              |
| Países Bajos (Dutch Top 40)            | 28             |
| Países Bajos (Single Tip 100)          | 18             |
| Portugal (AFP)                         | 142            |
| Reino Unido (UK Singles Chart)         | 9              |
| Suiza (Schweizer Hitparade)            | 29             |

## Certificaciones
| País (organismo certificador) | Certificación | Unidades certificadas |
| ----------------------------- | ------------- | --------------------- |
| Brasil (PMB)                  | Oro           | 20 000                |
| Reino Unido (BPI)             | Platino       | 600 000               |

## Historial de lanzamiento
| País        | Fecha               | Formato                      | Discográfica   | Ref    |
| ----------- | ------------------- | ---------------------------- | -------------- | ------ |
| Varios      | 27 de marzo de 2020 | Descarga digital y Streaming | RCA Records UK | [ 25 ] |
| Australia   | 27 de marzo de 2020 | Contemporary hit radio       | Sony           | [ 26 ] |
| Reino Unido | 3 de abril de 2020  | Contemporary hit radio       | RCA Records UK | [ 27 ] |
| Reino Unido | 3 de abril de 2020  | Radio Hot adult contemporary | RCA Records UK | [ 28 ] |